# Noble (pel·lícula)
Noble és una pel·lícula de 2014 escrita i dirigida per Stephen Bradley basada en la història real de la vida de Christina Noble, una defensora dels drets dels nens, treballadora de caritat i escriptora, que va fundar la Christina Noble Children's Foundation el 1989. És protagonitzada per Deirdre O'Kane, Sarah Greene, Brendan Coyle, Mark Huberman i Ruth Negga. S'ha doblat i subtitulat al català.
La producció va començar a Vietnam el gener de 2013 i va acabar al Regne Unit. La postproducció va tenir lloc a Londres.
Noble es va estrenar al Festival Internacional de Cinema de Santa Barbara el 31 de gener de 2014, i es va estrenar a Irlanda el 19 de setembre de 2014.